# Muntenii de Jos (gmina)
Muntenii de Jos – gmina w Rumunii, w okręgu Vaslui. Obejmuje miejscowości Băcăoani, Mânjești, Muntenii de Jos i Secuia. W 2011 roku liczyła 3584 mieszkańców.